# الحروب النيوزيلندية
الحروب النيوزيلندية (بالإنجليزية: New Zealand Wars)‏ هي سلسلة من النزاعات المسلحة التي دارت رحاها في نيوزيلندا خلال الفترة الممتدة من العام 1845 حتى العام 1872 بين الحكومة الاستعمارية وتحالف شعب ماوري من جهة وبين تحالف شعب الماوري والماوري الموالين للحكومة من جهة أخرى. شاعت تسميتها سابقًا باسم حروب الأرض أو حروب الماوري. بينما سُميت في اللغة الماورية بـ Ngā pakanga o Aotearoa (وتعني «حروب نيوزيلندا العظيمة») و Te riri Pākehā (وتعني «غضب الرجل الأبيض»). روّج المؤرخ جيمس بيليش لتسمية «الحروب النيوزيلندية» في ثمانينيات القرن العشرين، بيد أن جيمس كوان كان أول من استخدام المصطلح في عشرينيات القرن العشرين.
رغم أن الحروب كانت في البداية نزاعات محلية نشأت عن التوترات حول عمليات شراء الأراضي المتنازع عليها، لكنها تصعدت بشكل هائل منذ عام 1860 مع اقتناع الحكومة أنها في مواجهة مقاومة ماوريّة موحدة ضد أي عمليات بيع جديدة للأراضي ورفض للاعتراف بسيادة التاج البريطاني. استدعت الحكومة الاستعمارية آلاف الجنود البريطانيين لبدء حملات كبرى بغية التفوق على حركة ملك الماوري وكسب أراض زراعية وأراض لإقامة المستوطنين البريطانيين. كان هدف الحملات اللاحقة سحق ما يدعى حركة هاوهاو، وهم طائفة متطرفة من ديانة باي مارير كانت معارضة بشدة لسلخ أراض ماورية وتواقة لتقوية الهوية الماورية.
في ذروة البأساء في ستينيات القرن التاسع عشر، حارب 18 ألف جندي بريطاني مدعومون بالمدفعية والخيالة وميليشيات محلية نحو أربعة آلاف من محاربي الماوري، الأمر الذي تحول إلى اختلال توازن شائنٍ في القوى البشرية والسلاح. رغم تفوق البريطانيين عدديًا، استطاع الماوريون مجابهتهم بتقنيات تضمنت ملاجئ مضادة للمدفعية واستخدام القرى المحصّنة الموزعة بحذر (pā)، الأمر الذي مكنهم من كبح تقدم العدو وتكبيدهم خسائر فادحة معظم الأوقات، بالإضافة إلى قدرتهم على ترك مواقعهم بسهولة دون خسائر تذكر. استخدمت تقنيات حرب العصابات في الحملات اللاحقة من كلا الطرفين، وغالبًا ما تقاتلوا في غابات شجرية كثيفة. فقد نحو 1.800 من الماوري و 800 من الأوروبيين حياتهم إبّان حملتي تاراناكي ووايكاتو، وربما تجاوزت خسائر الماوري الإجمالية في الحرب كلها 2.100 شخص.
اندلع العنف حول ملكية الأراضي في البداية في وادي وايراو في الجزيرة الجنوبية شهر يونيو من عام 1843، لكن تصاعد التوتر في تاراناكي أدى أخيرًا إلى تدخل قوات الجيش البريطاني في وايتارا شهر مارس من عام 1860. امتدت الحرب بين الحكومة وحركة ملك ماوري إلى مناطق في الجزيرة الشمالية، وكانت أكبر حملة منفردة فيها غزو وايكاتو في عامي 1863 - 1864، قبل أن ينتهي القتال مع مساعي ريوا تيتوكوارو في تاراناكي (1868 - 1869) والزعيم تي كوتي آريكيرانجي تي توروكي على الساحل الشرقي (1868 - 1872).
رغم أن الماوري حوربوا في البداية على يد القوات البريطانية، لكن الحكومة النيوزيلندية البريطانية طورت قواتها العسكرية الخاصة، متضمنة ميليشيات محلية، مجموعات بندقية طوعية، وحرس الغابات المتخصصيين وكوبابا (ماوريين مواليين للحكومة). ردت الحكومة أيضًا بإصدار قانون يسمح لها بأسر الخصوم الماوريين ومصادرة مناطق في الجزيرة الشمالية لبيعها للمستوطنين، بأموال استخدمت لتغطية تكاليف الحرب. أثارت المعايير التأديبية التي اتبعتها الحكومة على الشاطئين الشرقي والغربي مقاومة وعنفًا مستفحلين من قبل الماوري. 

## خلفية
ضمنت نسخة اللغة الإنجليزية من معاهدة وايتانغي أن تكون ملكية قبائل آيوي الماورية لأراضيها وغاباتها وثرواتها السمكية وكنوزها الأخرى خالصة، مقابل أن يصبحوا تابعين لبريطانيا، وأن يكون بيع الأراضي للحكومة فقط (حق الشفعة) وأن يستسلموا لسيادة التاج البريطاني. في نسخة اللغة الماورية من المعاهدة، تُرجمت كلمة «سيادة» إلى kawanatanga، والتي كانت كلمة جديدة تعني «الحُكم». قاد هذا الأمر إلى خلاف بليغ حول معنى المعاهدة. أراد بعض الماوريون التوقيع بغية تعزيز السلام أملًا في إنهاء حروب المسكيت الطويلة القبلية هذه (1807 – 1842) وأراد آخرون الحفاظ على سيادتهم، مثل التوهوي في اليوروويراز.
كانت كل صفقات بيع الأراضي الاستعمارية في فترة ما قبل المعاهدة كانت مباشرة بين الفريقين المعنيين. في فترات التواصل الأولى، سعى الماوري عمومًا إلى الإتجار مع الأوروبيين. أنشأ البريطانيون والفرنسيون مراكز تبشيرية، وتسلّم مبشرون أراضي من الآيوي لبناء المنازل والمدارس والكنائس وتجهيز المزارع.
اشترى تجار سيدني وشركة نيوزيلندا قطعًا كبيرة من الأرض قبل عام 1840، تضمنت معاهدة وايتانغي حق الشفعة في مبيع الأراضي، وحاولت حكومة نيوزيلندا الاستعمارية نتيجة ضغط المستوطنين الأوروبيين المهاجرين عليها تسريع مبيع الأراضي لتأمين المزارع. لاقى هذا الأمر مقاومة من حركة ملك الماوري التي انطلقت في خمسينيات القرن التاسع عشر وعارضت أي خروقات أوروبية إضافية.
وضع شراء الحاكم توماس غور براون الاستفزازي لقطعة أرض متنازع عليها في وايتارا عام 1859 الحكومة على مسار تصادمي مع حركة ملك الماوري، وفسرت الحكومة هذا الرد على أنه تحدٍ لسلطة التاج البريطاني. نجح الحاكم غور براون في جلب 3500 جندي إمبراطوري من المستعمرات الأسترالية لسحق هذا التحدي الذي أدركه، وخلال أربع سنوات وصل ما مجموعه 9.000 جندي بريطاني إلى نيوزيلندا، مدعومون بأكثر من 4.000 مقاتل من المستعمرات والكوابابا (الماوري الموالين للحكومة) لتلبية مساعي الحكومة في النصر الحاسم على الماوري «المتمردين».
أدى استخدام سياسة مصادرة الأراضي الانتقامية عام 1865، وحرمان الماوري «المتمردين» من وسائل المعيشة، إلى شحن غضب الماوري ونقمتهم أكثر وإذكاء لهب النزاع في تاراناكي (1863 – 1866) وعلى الساحل الشرقي (1865 – 1866).

## النزاعات
امتدت نزاعات نيوزيلندا المتعددة فترة طويلة، واختلفت الأسباب والنتائج جدًا. حدثت النزاعات الأولى في بداية أربعينيات القرن التاسع عشر في وقت كان الماوري فيه لا يزالون القوة الغالبة، لكن بحلول الستينيات أصبحت أعداد وموارد المستوطنين أكبر بكثير. منذ عام 1862 تقريبًا بدأ جنود بريطانيون بالوصول بأعداد أكبر بكثير، استدعاهم الحاكم جورج غري من أجل غزو وايكاتو، ووصلت أعداد الجنود إلى ذروتها في مارس من عام 1864 بنحو 14.000 جندي (9.000 جندي إمبراطوري، وأكثر من 4000 مقاتل من المستعمرات وعدة مئات من الكوبابا).

### اقتتال وايراو
حدث أول نزاع مسلح بين الماوري والمستوطنين الأوروبيين في 17 يونيو من عام 1843 في وادي وايراو، في شمال الجزيرة الجنوبية. أُشعلت شرارة الصراع عندما حاول مستوطنون بقيادة ممثل من شركة نيوزيلندا –التي امتلكت صك ملكية كاذبًا لقطعة من الأرض– إخراج الماوري من الأرض الجاهزة للمسح. حاولت الجماعة إلقاء القبض على رؤساء إنغاتي توا أيضًا، تي راوباراها وتي رانغيهايتا. اندلع القتال وقُتل 22 أوروبيًا، بالإضافة إلى 6 من الماوري. ذُبح عدة أوروبيين بعد إلقاء القبض عليهم. في بداية عام 1844، حقق الحاكم روبيرت فيتزروي في الحادثة وأعلن أن المستوطنين مذنبون. كان اقتتال وايراو –وصف بمجزرة وايراو في النصوص القديمة– النزاع المسلح الوحيد في معارك نيوزيلندا الذي حدث في الجزيرة الجنوبية.